# Fernand Decanali
Fernand Decanali (Marsella, 8 de juliol de 1925 - Marsella, 10 de gener de 2017) va ser un ciclista francès, que fou professional entre 1949 i 1952.
Anteriorment, com a ciclista amateur, va prendre part en els Jocs Olímpics de Londres de 1948, en què guanyà una medalla d'or en la prova de persecució per equips, fent equip amb Pierre Adam, Serge Blusson i Charles Coste.

## Palmarès
- 1947
  - 1r a la París-Ezy
- 1948
  -  Medalla d'or als Jocs Olímpics de Londres en persecució per equips
- 1949
  - 1r a Riom
- 1951
  - 1r a Riom